# Aconitum columbianum
Aconitum columbianum là một loài thực vật có hoa trong họ Mao lương. Loài này được Nutt. mô tả khoa học đầu tiên năm 1838.

## Hình ảnh

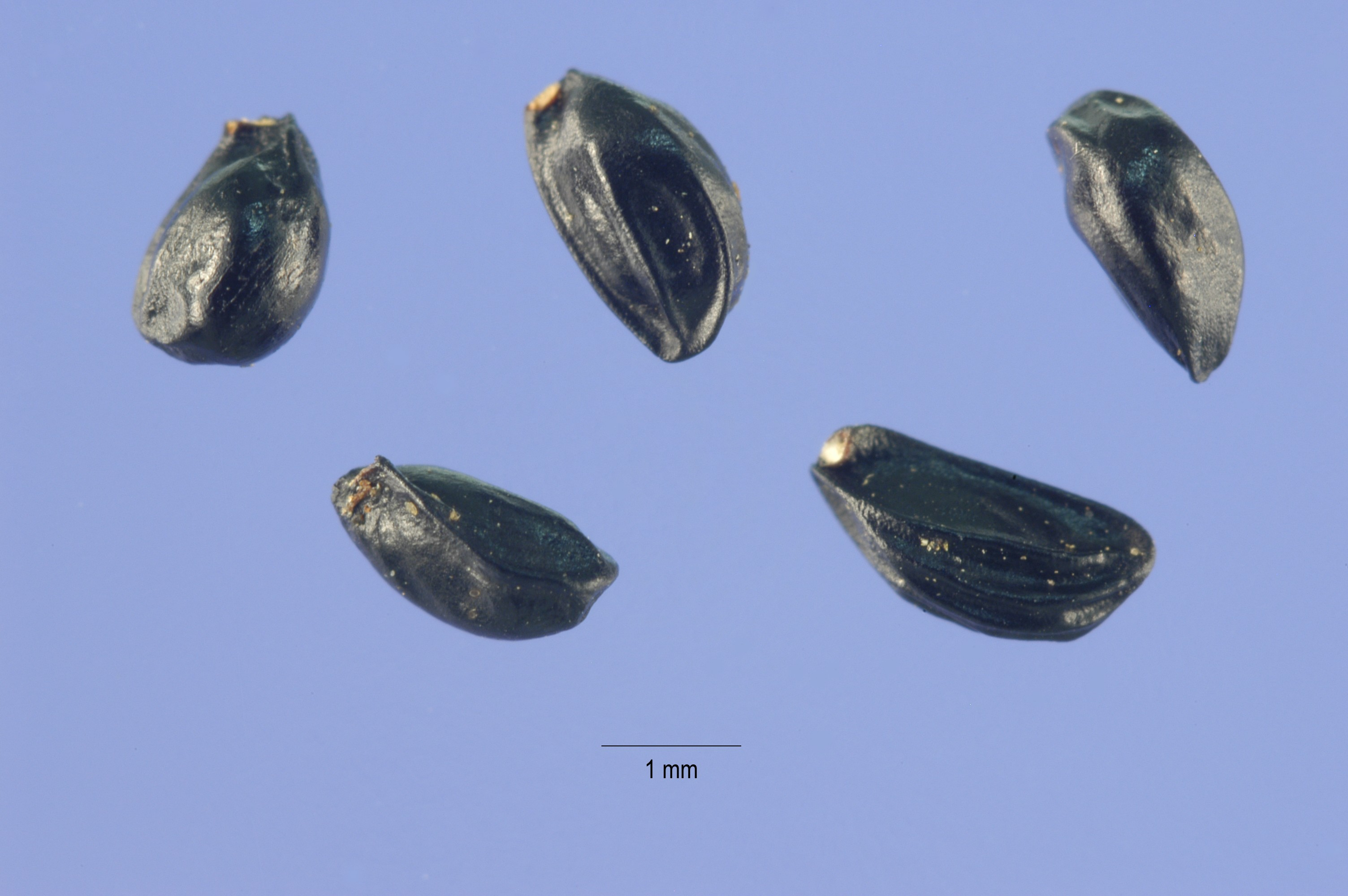
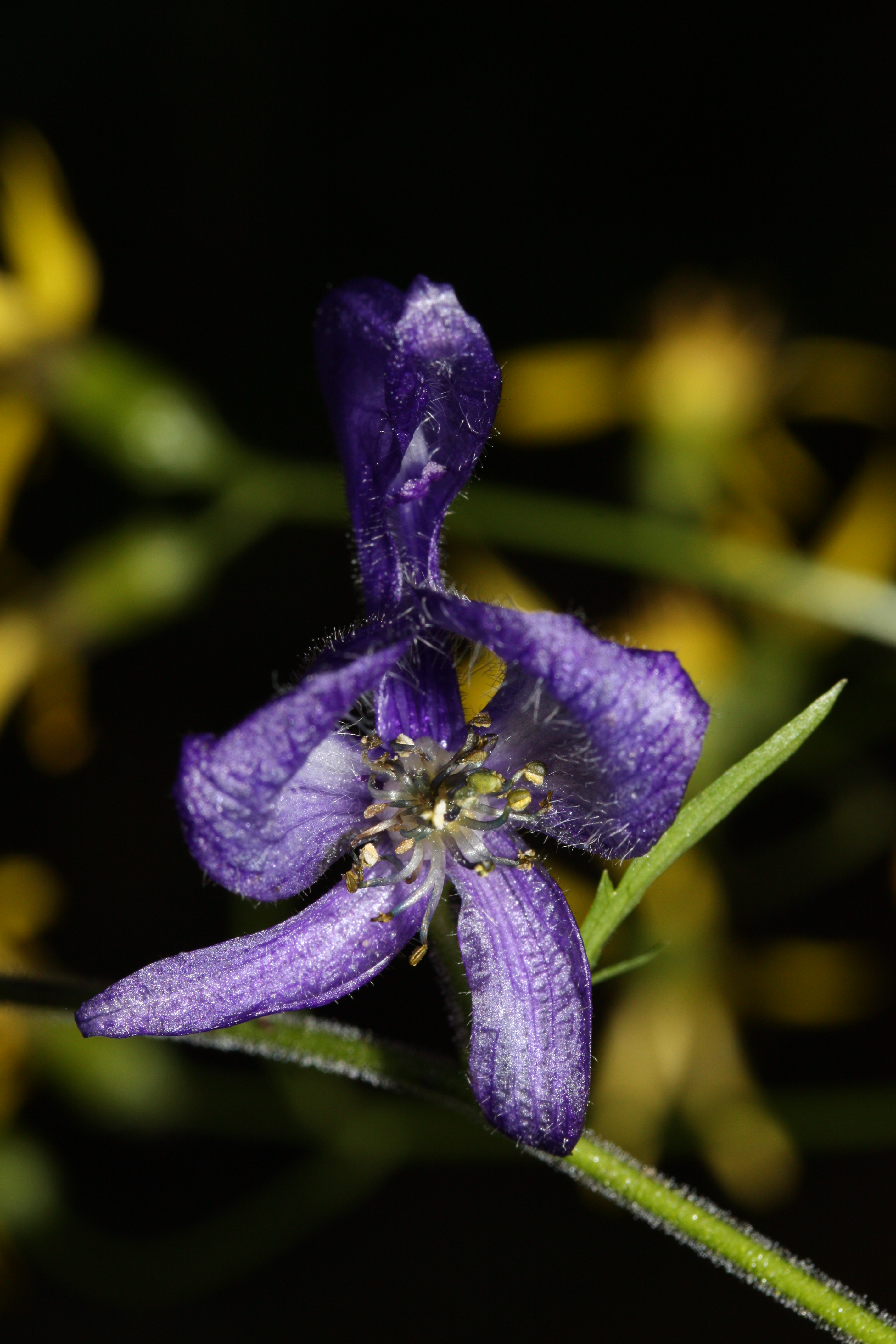
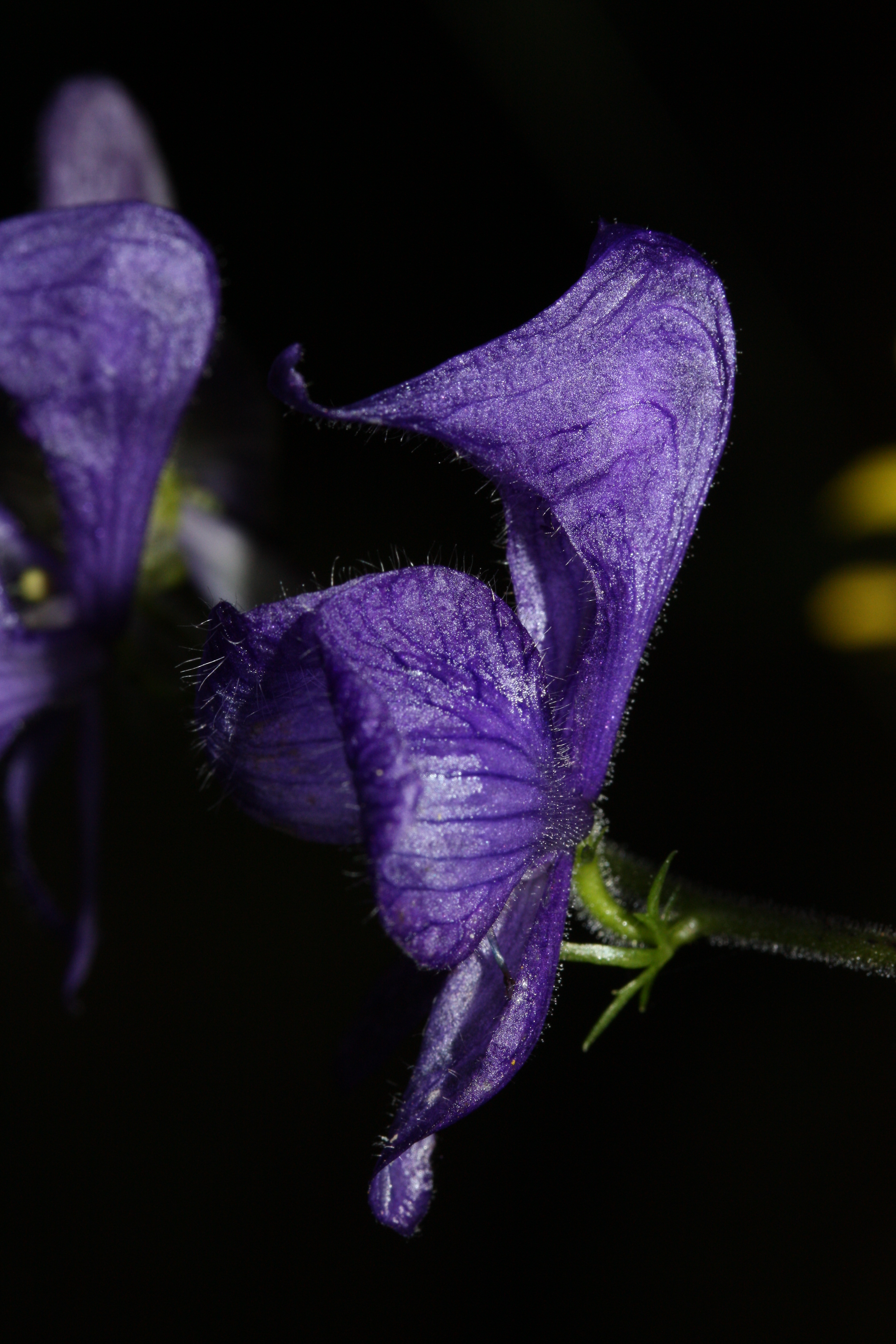
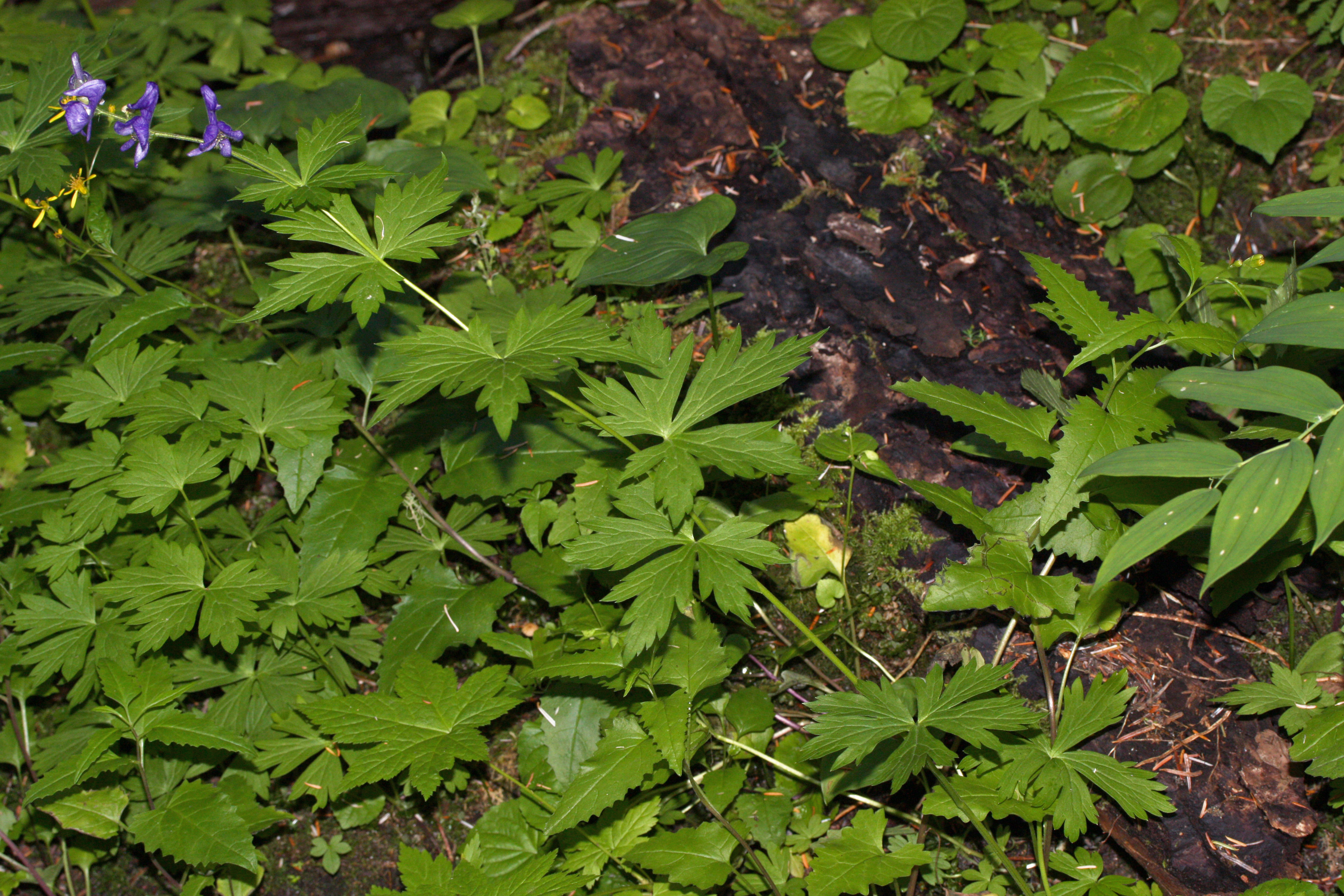